# 努尔塔斯·温达瑟诺夫
努尔塔斯·丹季巴耶维奇·温达瑟诺夫（俄语：Нуртас Дандибаевич Ундасынов；1904年10月13日（格里历：10月26日）—1989年11月1日），哈萨克族，苏联党和国家领导人。曾任东哈萨克斯坦州州长、哈萨克苏维埃社会主义共和国人民委员会/部长会议主席、最高苏维埃主席团主席、古里耶夫州州长、哈共古里耶夫州委第一书记等职。

## 生平
- 1904年10月13日（格里历：10月26日）出生于沙俄锡尔河州皮什佩克区乌奇卡尤克村的一个贫农家庭，属中玉兹弘吉剌部。
- 1916年在自家农场工作。1917年父亲去世，前往塔什干。
- 1917年-1920年，塔什干一家羊毛厂做工人。
- 1920年-1921年，塔什干一家寄宿学校学习。1921年加入共青团。
- 1922年-1927年，塔什干林业学院学习。1926年加入联共（布）。
- 1927年，哈萨克自治苏维埃社会主义共和国米哈伊洛夫地区林业局助理林务员。
- 1927年-1928年，哈萨克自治苏维埃社会主义共和国克孜勒奥尔达州水务厅统计员。
- 1928年，塔拉斯探矿队初级技术员。
- 1928年-1930年，哈萨克自治苏维埃社会主义共和国奇姆肯特州水务厅测量技术员。
- 1930年-1934年10月，塔什干中亚灌溉工程学院学习。
- 1934年10月-1936年8月，国营农场讲师、副主任、主任。
- 1936年8月-1938年2月，哈萨克苏维埃社会主义共和国农业人民委员会森林司司长。
- 1938年2月-7月，东哈萨克斯坦州州长。
- 1938年7月-1946年3月，哈萨克苏维埃社会主义共和国人民委员会主席。
- 1946年3月-1951年9月，哈萨克苏维埃社会主义共和国部长会议主席。
- 1951年-1954年，苏共中央高级党校学习。
- 1954年3月-1955年3月，哈萨克苏维埃社会主义共和国最高苏维埃主席团主席。
- 1955年4月-1957年2月，古里耶夫州（现阿特劳州）州长。
- 1957年2月-1962年4月，哈共古里耶夫州委第一书记。
- 1962年4月起退休，在莫斯科居住，从事东方学研究，参与哈萨克-阿拉伯语词典的编写工作。
- 1989年11月1日于莫斯科逝世，享年85岁。

温达瑟诺夫是联共（布）18大，苏共21-22大代表，第18届中央审计委员；第2-3届苏联最高苏维埃联盟院代表，第4届苏联最高苏维埃民族院代表；第1-5届哈萨克苏维埃社会主义共和国最高苏维埃代表。

## 荣誉
- 三次列宁勋章
- 两次劳动红旗勋章
- 1941-1945年伟大卫国战争中忘我劳动奖章
- 劳动英勇奖章